# A Cidade dos Mortos
A Cidade dos Mortos (Portugiesisch für: Die Stadt der Toten; englisch: The City of the Dead) ist ein Dokumentarfilm des portugiesisch-französischen Regisseurs Sérgio Tréfaut aus dem Jahr 2009 über die Stadt der Toten in der ägyptischen Hauptstadt Kairo. Es ist vermutlich der größte Friedhof der Welt, und es leben einige Hunderttausende, möglicherweise bis zu einer Million Menschen zwischen den Toten dort. Der Film erschien in arabischem Originalton mit portugiesischen Untertiteln.

## Handlung
Der Film zeigt das Leben der Menschen zwischen den Grabreihen. Sie leben in kleinen Häusern und leeren Grabkammern, es gibt dort kleine Geschäfte, Bäckereien und Cafés, und auch Schulen und Autowerkstätten. Kinder kommen von der Schule nach Hause und spielen zwischen den Gräbern, Mütter versuchen ihre Töchter gut zu verheiraten, Jungs stellen den Mädchen nach, und Großväter erzählen den Enkeln alte und neue Weisheiten. Es ist eine große Stadt der Toten und fühlt sich für die dort Lebenden wie ein Dorf an.
Ein Sprecher führt durch den Film.

## Rezeption
Der Film feierte am 21. September 2009 beim IndieLisboa-Filmfestival Premiere. Er lief danach auf weiteren internationalen Filmfestivals, darunter das International Documentary Film Festival Amsterdam 2009, das Internationale Filmfestival Thessaloniki 2010, das Dockanema 2010 in Mosambik, das Docaviv 2010 in Israel und das freiburger film forum 2010. Bei dem Documenta-Filmfestival in Madrid wurde er als bester Film ausgezeichnet.
Am 14. April 2011 kam der Film in Portugal in die Kinos und verkaufte dort 6.924 Karten an den Kinokassen.
2012 erschien der Film mit umfangreichem Bonusmaterial bei Alambique Filmes in Portugal als DVD.